# Acácia-negra
- Commons
- Wikispecies

Acácia-negra (Acacia decurrens) é uma árvore ornamental da família Fabaceae cujo fruto em forma de vagem torcida possui sementes pretas. Ela pode crescer até seis metros e também possui quatro metros de diâmetro na sua copa cujas folhas são pequenas e lineares. É muito conhecida pelos seus lindos cachos amarelo-claros de flores.
De sua casca é extraído o tanino, muito utilizado pelos curtumes na industrialização do couro. Conhecido como Tanino de Acácia, é o principal produto para curtimento dos chamados couros vegetais.

## Origem
É nativa da Austrália, de algumas partes do centro e sul de Nova Gales do Sul. No Brasil, a acácia-negra é mais encontrada no Rio Grande do Sul.